# Mine d'antimoine de Conche
La mine d'antimoine de Conche fut l’un des sites miniers les plus actifs de la vallée de la Sianne, à flanc de coteau, malgré ses accès difficiles par le fond de vallée, dus à son implantation à 19 kilomètres de la gare de Blesle.

## Histoire
Dans le premier tiers du XIXe siècle, une fièvre minière s’est emparée de la région du Cézallier et des vallées qui le traversent ou l'enserrent, et s'est poursuivie lors des décennies qui ont suivi.
En 1887, Emmanuel Chatillon, industriel à Brioude, effectue des recherches minières dans la vallée de la Sianne. Il obtient l’autorisation de fouilles à Conche grâce à une convention avec les habitants du hameau de Combalut, sur la commune d’Allanche. Ce permis est confirmé par la préfecture du Cantal.
L'industriel a créé en 1886 une fonderie d'antimoine, forte du dépôt deux ans plus tard d'un nouveau brevet d'affinage par "grillage volatilisant" permettant de traiter les minerais pauvres, très nombreux dans la vallée de la Sianne.
Pour alimenter son usine, il obtient aussi la concession des mines d'antimoine et autres minerais connexes de  Brioude, La Bessade, Lubilhac et à la mine d'antimoine d'Ouche, à un lieu-dit au nord de Massiac, à la confluence du ruisseau Bussac et de l'Alagnon.
Mais le 18 mars 1891, le conseil municipal de la commune de Chanet, qui craint la fumée se dégageant d’une future usine de traitement, s’oppose à la demande de concession, en prétextant qu'Emmanuel Chatillon aurait sans autorisation et sans versement d’aucune indemnité, extrait du minerai d’antimoine de plusieurs propriétés publiques ou privées de la commune.
Finalement, le 20 avril 1893, la concession de Conche portant sur les communes de Chanet et Molèdes est accordée par décret à Emmanuel Chatillon. Sa superficie est de 300 hectares. Très vite, le site comprend quatre galeries d’exploitation débouchant à flanc de coteau, dont la plus longue s'étend sur 216 mètres au cœur d’un filon d’antimoine. La production moyenne du site de Conche est de 30 tonnes par mois de minerai, d’une teneur de 12 à 15%, traitées sur place par sublimation. Il emploie au total 20 ouvriers. Le salaire d’un mineur est de 9,70 francs par jour.
Devenu propriétaire de ses autres installations minières en 1898, Emmanuel Chatillon lance en 1907 la construction de l’usine du « Babory de Blesle », qu'il appelle « la Fonderie d'antimoine d'Auvergne », après avoir vendu deux ans plus tôt la mine d'antimoine de Conche, afin de se procurer les fonds.
Dans les années suivantes, les mineurs auvergnats subiront la concurrence du gisement de La Lucette dans la Mayenne, en pleine expansion.